# Marshall Williams
Marshall Arthur Williams (Winnipeg, 31 de julho de 1989) é um ator, modelo e cantor canadense, mais conhecido por seu papel como Spencer Porter no seriado musical norte-americano Glee.

## Biografia
Williams nasceu em Winnipeg, Manitoba.
Participou do programa Canadian Idol em 2007. Como modelo, trabalhou com empresas como Abercrombie & Fitch, Hollister, Diesel, Mattel e M.A.C. Cosmetics, além ter participado da Toronto Fashion Week e Los Angeles Fashion Week.
Em 2015, Williams participou da sexta e última temporada do seriado de comédia-musical norte-americano, Glee, como Spencer Porter, um jogador homossexual de futebol americano.

## Filmografia
| Ano  | Título                         | Personagem        | Notas                                            |
| ---- | ------------------------------ | ----------------- | ------------------------------------------------ |
| 2005 | Bobby Speaking                 | Fabricante        | Direct-to-video movie                            |
| 2010 | High Society                   | Marshall Williams | Episódio: "Page Sixed" (uncredited)              |
| 2010 | Being Erica                    | Irmão de Frat     | Episódio: "Two Wrongs"                           |
| 2011 | Alphas                         | Estudante         | Episódio: "Never Let Me Go"                      |
| 2011 | Desperately Seeking Santa      | Modelo            | Filme televisivo                                 |
| 2012 | Really Me                      | Estudante         | Episódio: "Cooper Collegiate"                    |
| 2012 | Todd and the Book of Pure Evil | Boyce             | Episódio: "B.Y.O.B.O.P.E."                       |
| 2012 | My Babysitter's a Vampire      | Tad               | Episódio: "Flushed"                              |
| 2013 | Saving Hope                    | Justin            | Episódio: "I Watch Death"                        |
| 2013 | Pete's Christmas               | Mike Bronski      | Filme televisivo                                 |
| 2014 | How to Build a Better Boy      | Albert Banks      | Filme televisivo (Disney Channel Original Movie) |
| 2014 | Headcase                       | Agent Donegan     |                                                  |
| 2015 | Glee                           | Spencer Porter    | Regular (6ª temporada)                           |